# Autoroute AP-8 (Espagne)
L'autoroute espagnole AP-8 E-70 appelée aussi autoroute de Cantabrie (Kantauriko Autobidea en basque, Autopista del Cantábrico en espagnol) est une autoroute espagnole payante qui longe la côte cantabrique dans le Nord de l'Espagne et qui relie la frontière française (à hauteur d'Irun et dans le prolongement de l'A63) à l'AP-68 à hauteur de Bilbao où elle change de nom pour devenir l'A-8 jusqu'à Baamonde via Santander, Gijón et Avilés (Asturies) toujours le long de la côte cantabrique.
L'AP-8 a été concédée par Europistas jusqu'au 5 juin 2003 inclus. À partir du 6 juin 2003, la section guipuscoane est sous la gestion de l'agence guipuscoane des infrastructures Bidegi et la section biscaïenne sous la gestion de la société publique Interbiak.

## Tracé
- Quelques kilomètres après le passage de la frontière à Irun, l'AP-8 entame le contournement de Saint-Sébastien qui est en service depuis mi 2010, d'est en ouest où se connecte la N-I en provenance de Vitoria-Gasteiz.
- L'AP-8 est à 2 × 3 voies entre Irun et l'échangeur avec l'A-15 au sud de Saint-Sébastien, puis entre Saint-Sébastien et Zarautz, ensuite de Berriz jusqu'à Bilbao à l'exception du contournement d'Amorebieta qui est à 2 × 2 voies, et enfin le contournement sud de Bilbao.
- À hauteur d'Eibar vient se connecter l'AP-1, l'autoroute qui permet de doubler l'A-1/N-I pour la décharger du trafic à destination de Burgos et de la France.
- Les sections payantes se situent entre Saint-Sébastien et la France, entre Zarautz et Durango et le contournement sud de Bilbao.
- La fin de l'AP-8 se situe à l'intersection entre cette dernière et l'AP-68 (Saragosse - Bilbao) au sud de Bilbao. Puis, repart 2 km plus loin pour contourner le sud de Bilbao afin de désengorger sa rocade, qui est interdit aux poids lourds. L'AP-8 se termine en rejoignant l'A-8 de l'autre côté de l'agglomération en direction de Santander. À partir de là, l'A-8 prend le relais pour longer la côte cantabrique.

## Radars fixes
| De la France à Bilbao | De la France à Bilbao | De Bilbao à la France | De Bilbao à la France |
| PK                    | Vitesse               | PK                    | Vitesse               |
| --------------------- | --------------------- | --------------------- | --------------------- |
| 16,5                  |                       | 113                   |                       |
| 20,6                  |                       | 112,3                 |                       |
| 23,3                  |                       | 111,5                 |                       |
| 61,1                  |                       | 70                    |                       |
| 111,5                 |                       | 46,8                  |                       |
| 112,3                 |                       | 16,8                  |                       |
| 113                   |                       |                       |                       |

## Sorties

### De Biriatou (A63) à Bilbao
- Sortie du territoire français : l'A63 (autoroute de la Côte Basque) devient l'AP-8 (Autopista del Cantábrico) +  1 (sortie française de l'A63) Biriatou : Hendaye, Biriatou +  Péage de Biriatou
  - Entrée dans le Pays basque
- 0 : Irun ( N-I   GI-636 ) - Pampelune ( N-121a ),  Aire de service
- 8  Échangeur autoroutier entre AP-8 et  GI-636  : Irun, Fontarrabie, aéroport de Saint-Sébastien, zone commerciale Txingudi +  Péage d'Irun
- L'AP-8 est en 2 × 3 voies entre  8 et  19
- Aire de service d'Oiartzun (dans les deux sens)
- 11 : Oiartzun, Errenteria ( GI-2134 )
- 12  Échangeur autoroutier entre AP-8 et  GI-20  : Saint-Sébastien, Errenteria, Pasaia
- Tunnels d'Aginaztegi (521 m), Txoritokieta (174 m) et Menditxo (421 m)
- 19  Échangeur autoroutier entre AP-8 et A-15 : Pampelune, Hernani (A-15) - Saint-Sébastien, Astigarraga ( GI-41 )
- Tunnel d'Arizmendi (161 m)
- Aire de service de Hernani (dans les deux sens) (km 22)
- Tunnel de Galarreta (80 m)
- 24  Échangeur autoroutier entre AP-8 et A-1/ N-I  (de et vers la France) : Tolosa ( N-I  A-1) - Pampelune A-15 - Lasarte-Oria
- Tunnel d'Aritzeta (264 m)
- 27  Échangeur autoroutier entre AP-8 et  GI-20  (de et vers Bilbao) : Saint-Sébastien ( GI-20 ) - Lasarte-Oria, Pampelune A-15 ( GI-11  A-1)
- L'AP-8 est en 2 × 3 voies entre les  27 et  33
- 33 (de et vers la France) : Orio, Aia ( N-634 )
- 38 : Zarautz, Orio, Getaria ( N-634 ) +  Péage de Zarautz
- Tunnel de Meaga (465 m)
- 48 : Zumaia ( N-634 ) - Zestoa, Azpeitia ( GI-631 )
- 54 : Itziar, Deba ( GI-3295 ),  Aire de service d'Itziar (dans les deux sens)
- Tunnels d'Itziar et d'Istina (490 m et 196 m)
- 64 : Elgoibar, Mendaro ( N-634 ) - Azkoitia ( GI-2634 )
- 69  Échangeur autoroutier entre AP-8 et AP-1 (Vitoria-Gasteiz - Burgos)
- 71 : Eibar, Soraluze ( N-634 )
- 77 : Eibar, Ermua ( N-634 )
- Tunnel de Zaldibar (597 m)
- 84  Échangeur autoroutier entre AP-8 et  N-636  : Elorrio ( N-636 ) - Abadiño, Berriz ( N-634 ) - Markina-Xemein ( BI-633 )
- L'AP-8 est en 2 × 3 voies entre  84 et  97, puis entre  100 et  110
- 88 : Iurreta, Durango ( N-634 ) - Vitoria-Gasteiz ( BI-623 ) +  Péage de Durango
- Aire de repos d'Iurreta (dans les deux sens) (km 88)
- 97 (de et vers la France) : Amorebieta - Gernika ( BI-635 )
- 100 : Amorebieta ( N-634 ) - Gernika ( BI-635 ),  Aire de service d'Amorebieta (dans les deux sens)
- 103  Échangeur autoroutier entre AP-8 et  N-637  : Bilbao-nord, Artxanda, Aéroport de Bilbao
- 105 : Galdakao ( N-634 ) - Vitoria-Gasteiz ( N-240 )
- 107 (de et vers Bilbao) : Galdakao
- 109 (de et vers Saint-Sébastien) : Bilbao-est ( N-634 )
- 110/111 : Basauri ( BI-625 ) - Vitoria-Gasteiz, Burgos (AP-68)
- Tunnel de Malmasin (1 315 m)
- 114  Échangeur autoroutier entre AP-68 (Vitoria-Gasteiz - Logroño - Saragosse) et A-8 (Santander - Gijón) (de et vers Bilbao)

### Traversée de Bilbao
- Section entre  114 et  116 en projet. Déviation par l'A-8 entre  114 et  115.
- 115  Échangeur autoroutier entre A-8 et AP-8 : Bilbao-centre
- Tunnel de Larraskitu (965 m)
- Péage de Rekalte (sens Santander-France) +  116 (de et vers Santander) : entrée/sortie obligatoire
- Tunnel d'Arraiz (2 273 m)
- 119 : Bilbao, Balmaseda ( BI-636 )
- Tunnels de Snata Ageda (2 014 m), Mesperuza (702 m) et Argalario (2 150 m)
- Péage de Trepagaran (sens Saint-Sébastien-Santander)
- 125A (depuis la France et vers les deux sens) : Portugalete, Sestao ( BI-628 )
- 125B/127 (depuis Santander : sortie par A-8) : Santurzi (de et vers la France) - Trapagaran - Ortuella - Portugalete - Sestao; l'AP-8 rejoint l'A-8
- 130  Échangeur autoroutier entre A-8, AP-8 et  N-644  : Santurtzi, Port de Bilbao ( N-644 ); fin de l'AP-8

## Tarifs de péage
| Section                  | Tarif pour un véhicule léger (10/2012) |
| ------------------------ | -------------------------------------- |
| France - Saint-Sébastien | 2,05 €                                 |
| Saint-Sébastien - Bilbao | 9,13 €                                 |
| France - Bilbao          | 11,18 €                                |

| Section                  | Tarif pour un véhicule léger (06/2019), |
| ------------------------ | --------------------------------------- |
| France - Saint-Sébastien | 2,61 €                                  |
| Saint-Sébastien - Bilbao | 11,26 €                                 |
| France - Bilbao          | 13,87 €                                 |

| Section                  | Tarif pour un véhicule léger (01/2025) |
| ------------------------ | -------------------------------------- |
| France - Saint-Sébastien | 3,06 €                                 |
| Saint-Sébastien - Bilbao | 16,12 €                                |
| France - Bilbao          | 19,18 €                                |